# أيوب المسعودي
أيوب المسعودي هو مدون تونسي ومستشار أول سابق لرئاسة الجمهورية مكلف بالإعلام. قدم استقالته من منصبه الاستشاري عقب تسليم رئيس الوزراء الليبي السابق البغدادي المحمودي لليبيا ويحاكم حاليا بتهمة الإساءة للمؤسسة العسكرية بعد اتهامه قائد أركان الجيوش الثلاثة الجنرال رشيد عمار بـ«خيانة الدولة» لأن الأخير على حسب قول المسعودي كان على علم بتسليم المحمودي ولم يقم بإخبار رئاسة الجمهورية.

## النشأة والدراسة والنشاط السياسي
ولد أيوب المسعودي في الجريصة بولاية الكاف في 1980 ودرس متنقلا بين عدة مناطق في ولاية الكاف بحكم عمل والده مديرا لمدرسة ابتدائية حيث درس في الجريصة وقرن الحلفاية وجزة وسيدي أحمد الصالح والقلعة الخصبة. ثم توجه إلى المعهد النموذجي بالكاف ومنه إلى المعهد النموذجي بأريانة أين نال شهادة البكالوريا بامتياز مما مكّنه من الحصول على منحة تُقدم لطلاب البكالوريا التونسيين المتميزين للدراسة بفرنسا. وتحصل هناك على شهادة الهندسة في الاتصالات ثم دكتوراه دولة في السلامة المعلوماتية من بلجيكا.
مارس المسعودي السياسة منذ 2002 معارضا لنظام الرئيس التونسي السابق زين العابدين بن علي مما عرّفه على الناشط السياسي والمعارض آنذاك والرئيس التونسي الحالي المنصف المرزوقي وانضم لحزب المؤتمر من أجل الجمهورية وعُين إثر الانتخابات في ديسمبر 2011 مستشار أول لرئاسة الجمهورية مكلف بالإعلام. واستقال في 28 يونيو بسبب تسليم رئيس الوزراء الليبي السابق البغدادي المحمودي لليبيا.

## التصريحات وردود الفعل
وقال المسعودي في برنامج فصل المقال في قناة التونسية في 15 يوليو أن وزير الدفاع عبد الكريم الزبيدي وقائد الجيوش الثلاثة الجنرال رشيد عمار كانا على علم بتسليم الحكومة لرئيس الوزراء الليبي البغدادي المحمودي المعتقل في تونس حينذاك ولم يخبرا رئيس الجمهورية عندما كانا يرافقانه على متن طائرة مروحيّة عسكرية لزيارة مناطق في الجنوب التونسي بين برج الخضراء ورمادة وذلك خيانة للدولة. رجع إلى تونس في آخر شهر رمضان وذهب لسيدي بوزيد والرقاب للانضمام للاحتجاجات ضد الحكومة ووالي سيدي بوزيد وأثار مقاله «سيدي بوزيد... والمافيا» ردود فعل قوية.
إثر تصريحات المسعودي أصدرت رئاسة الحكومة بيانا يوم 20 يوليو 2012 قالت فيه أن «التصريحات التي تستهدف دون إثباتات وزارة الدفاع تمثّل تعدّيا على هيبة الدولة وجريمة لا يجب أن تبقى دون عقاب» وعبرت عن «مساندتها للمؤسّسة العسكرية الوطنية ودعمها للسيد وزير الدفاع الوطني وقائد هيئة أركان الجيوش الثلاثة» وأضافت أن «هذه الممارسات التي ترقى إلى مستوى جرائم لا يجب أن تبقى بدون عقاب نظرا لخطورتها». واُقصي المسعودي من حزب المؤتمر من أجل الجمهورية عقب تصريحاته.

## الاتهام والمحاكمة
رفع الجنرال رشيد عمار قضية بأيوب المسعودي بتهمة «تحقير الجيش والمس من هيبة المؤسسة العسكرية» و«نسبة أمور غير حقيقية إلى موظف عمومي». ورفض أمن مطار تونس قرطاج الدولي السماح للمسعودي بالسفر قبل عيد الفطر إلى فرنسا حيث تقيم أسرته بسبب أن هناك قضية رفعت ضده بالمحكمة العسكرية. ومُنع من السفر منذ 15 أغسطس ولم يتم إعلامه بذلك إلا يوم سفره.
حوكم أيوب المسعودي في المحكمة الابتدائية العسكرية الدائمة بتونس في 22 أغسطس وتجند للدفاع عنه عديد المحامين وحضر المحاكمة عديد الشخصيات السياسية والحقوقية البارزة مثل خميس قسيلة عضو المجلس الوطني التأسيسي والناشطة الحقوقية نزيهة رجيبة. وقضت المحكمة بتأجيل المحاكمة إلى 30 أغسطس وإبقاء المتهم في حالة سراح وتجند للدفاع عنه هذه المرة أكثر من 10 محامين.

## ردود الفعل
وتجمع في 22 أغسطس عديد النشطاء والحقوقيين أمام المحكمة الابتدائية العسكرية الدائمة بتونس لمساندة أيوب المسعودي. وأصدرت هيومن رايتس ووتش بيانا في 22 أغسطس قالت فيه: "التهم التي وجهتها المحكمة العسكرية لأيوب المسعودي تنتهك حقه في حرية التعبير الذي تكفله المادة 19 من العهد الدولي الخاص بالحقوق المدنية والسياسية، وتونس طرف فيه. وفي 2011، أصدرت لجنة الأمم المتحدة لحقوق الإنسان توجيهات إلى الدول بشأن التزاماتها في ما يتعلق بحرية التعبير بموجب المادة 19، وأكدت على القيمة العالية التي يمنحها العهد الدولي الخاص بالحقوق المدنية والسياسية لعدم المس بحرية التعبير “في حالات النقاش العام الذي يتعلق بشخصيات عامة في المجال السياسي والمؤسسات العامة"
تشكلت لجنة مساندة لأيوب المسعودي قبل محاكمته وتضم حقوقيين ونشطاء من بينهم رئيس الرابطة التونسية للدفاع عن حقوق الإنسان عبد الستار بن موسى وسهام بن سدرين الناطقة الرسمية باسم المجلس الوطني للحريات والحقوقي علي بن سالم والمدونة لينا بن مهني ويوسف الصديق وعاطف بن حسين وبنديرمان وفاطمة الرياحي وعميرة علية الصغير وآخرين. قالت المحامية والناشطة في مناهضة التعذيب راضية النصراوي أن «محاكمة أيوب المسعودي تقييد لحرية التعبير ولا تتماشى وروح الثورة». شهدت في 29 أغسطس مدينة الكاف وقفة احتجاجية مساندة له أمام المحكمة العسكرية بالكاف ثم انتقلت أمام محكمة الاستئناف بالكاف وقال المسؤول في حزب المؤتمر من أجل الجمهورية محمد عبو في 31 أغسطس أن أيوب المسعودي مظلوم وأن الرئيس المؤقت المنصف المرزوقي سيعفو عنه إن سُجن.

## الحكم
حكمت الدائرة الجناحية بالمحكمة الابتدائية العسكرية الدائمة بتونس في 21 سبتمبر بالحكم على أيوب المسعودي بالسجن 4 أشهر مع تأجيل التنفيذ وغرامة بالدينار الرمزي وتم رفع تحجير السفر عليه. لكن لم يتم تفعيل رفع تحجير السفر عليه. وحكمت محكمة الاستئناف للقضاء العسكري في 26 ديسمبر 2012 بتأجيل النظر في قضية أيوب المسعودي إلى 4 يناير 2013.

## الحياة الشخصية
متزوج وله ولدان: شيماء (5 سنوات) وميمون (سنة واحدة).

## وصلات خارجية
- المدونة الرسمية
- التصريحات التي أدت إلى منع أيوب مسعودي من مغادرة تونس نواة، 16 أغسطس 2012
- سيدي بوزيد... والمافيا
- شهادة الجنرال رشيد عمار في قضية أيوب المسعودي نواة، 23 أغسطس 2012
- https://web.archive.org/web/20130827132007/http://www.assabahnews.tn/details.php?ID_art=26742&ID_rub=1